# Rhamnus coriophylla
Rhamnus coriophylla är en brakvedsväxtart som beskrevs av Hand.-mazz.. Rhamnus coriophylla ingår i släktet getaplar, och familjen brakvedsväxter. Utöver nominatformen finns också underarten R. c. acutidens.